# Parafia Najświętszego Serca Pana Jezusa i św. Mikołaja w Rzeczenicy
Parafia pw. Najświętszego Serca Pana Jezusa i Świętego Mikołaja w Rzeczenicy – rzymskokatolicka parafia należąca do dekanatu Czarne, diecezji koszalińsko-kołobrzeskiej, metropolii szczecińsko-kamieńskiej. Została utworzona w 1921 roku. Siedziba parafii mieści się przy ulicy Przechlewskiej.

## Miejsca święte

### Kościół parafialny
Kościół pw. Najświętszego Serca Pana Jezusa i św. Mikołaja w Rzeczenicy
Kościół parafialny został zbudowany w latach 1874–1876, poświęcony 1876.

### Kościoły filialne i kaplice
Kościół pw. Podwyższenia Krzyża Świętego w Międzyborzu